# Kobziarz

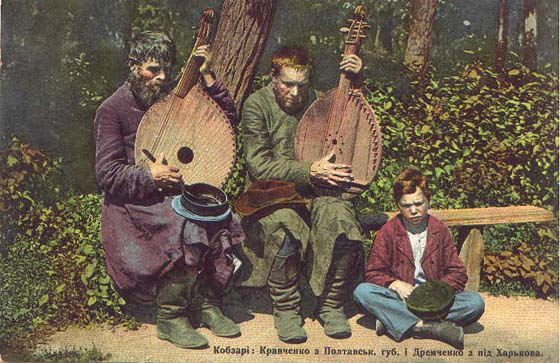

Kobziarz (ukr. Кобзар) – na Ukrainie ludowy śpiewak wykonujący pieśni patriotyczne i akompaniujący sobie na kobzie. Kobziarz to także błędna nazwa muzyka grającego na dudach. Na wschodnich ziemiach Rzeczypospolitej Obojga Narodów kobziarzami nazywano niekiedy lirników grających na lirze korbowej.

## Historia
Kobziarze, z braku rozwiniętej literatury i umiejętności czytania na Ukrainie, byli dawniej  depozytariuszami wiedzy historycznej. Śpiewali o chwale Rusi Kijowskiej, o zwycięskich bitwach, czy o wyprawach kozackich.
Podczas rewolucji październikowej w 1917 oraz wojny ukraińsko-radzieckiej (1917–1921) kobziarze tworzyli i przedstawiali utwory chwalące ukraińską tożsamość narodową, za co wielu z nich zostało zabitych.
W latach 30. dwudziestego wieku, podczas okresu stalinizmu, kobziarze w Związku Radzieckim stali się celem prześladowania przez władze. Wielu kobziarzy zostało wówczas aresztowanych i zabitych. Ich tradycje zostały ocenzurowane przez władze ZSRR, a przyszłe pokolenia ludowych śpiewaków wykonywały utwory chwalące ustrój polityczny kraju i bohaterów Związku Radzieckiego. Wtedy też kobza zaczęła być wypierana przez bandurę.